# Station Chipstead
Chipstead is een spoorwegstation van National Rail in Reigate and Banstead in Engeland. Het station is eigendom van Network Rail en wordt beheerd door Southern. 